# 1248
1248 (MCCXLVIII) var ett skottår som började en måndag i den julianska kalendern.

## Händelser

### Mars
- Mars – Birger Magnusson blir kung Eriks jarl.

### December
- 28 december - En kraftig stormflod drabbar Nordsjökusten.

### Okänt datum
- Holmger Knutsson avrättas som en följd av slaget vid Sparrsätra år 1247.
- Kyrkomötet i Skänninge äger rum. Häri får den svenska kyrkan en fastare organisation och det kyrkliga celibatet införs. Dessutom ges präster rätt att testamentera förvärvad egendom till kyrkan utan släktens samtycke.
- Före detta biskop Thomas av Finland skänker sina böcker till Sigtuna dominikankloster.
- Uppförandet av Kölnerdomen påbörjas, det kommer dock dröja hela 632 år innan den färdigställs.
- Kristofer I av Danmark gifter sig med Margareta Sambiria av Pommerellen.

## Födda
- Agrippina av Slavonien, storhertiginna av Polen.
- Blanka av Artois, drottning av Navarra.

## Avlidna
- Ulf Fase, svensk jarl.
- Kunigunda av Hohenstaufen, drottning av Böhmen